# 刘峻楠
刘峻楠（1991年8月31日—），上海人，是中国职业足球运动员，主要司职边前卫，目前效力于上海申鑫。
刘峻楠从申花预备队进入一线队，2011年开始获得联赛出场机会。